# Indywidualne Mistrzostwa Polski na Żużlu 1969
Indywidualne Mistrzostwa Polski na Żużlu 1969 – zawody żużlowe zorganizowane przez Polski Związek Motorowy w celu wyłonienia medalistów indywidualnych mistrzostw Polski w sezonie 1969. Rozegrano cztery turnieje ćwierćfinałowe, dwa półfinały oraz finał, w którym zwyciężył Andrzej Wyglenda.

## Ćwierćfinały

### Świętochłowice (1)
- Świętochłowice, 26 czerwca 1969(dts)
- Sędzia: ?

| Msc. | Zawodnik           | Klub                 | Pkt |             |  |
| ---- | ------------------ | -------------------- | --- | ----------- |  |
| 1    | Wiktor Waloszek    | Śląsk Świętochłowice | 14  | (2,3,3,3,3) |  |
| 2    | Edmund Migoś       | Stal Gorzów Wlkp.    | 14  | (3,3,2,3,3) |  |
| 3    | Jerzy Padewski     | Stal Gorzów Wlkp.    | 12  | (3,3,1,3,2) |  |
| 4    | Bogdan Berliński   | Wybrzeże Gdańsk      | 11  | (3,w,3,2,3) |  |
| 5    | Jan Tkocz          | Wybrzeże Gdańsk      | 11  | (0,2,3,3,3) |  |
| 6    | Mieczysław Mendyka | Zgrzeblarki Z. Góra  | 9   | (1,3,2,2,1) |  |
| 7    | Ryszard Bielecki   | Motor Lublin         | 8   | (2,1,1,2,2) |  |
| 8    | Krystian Fołtyn    | Śląsk Świętochłowice | 7   | (2,0,3,0,2) |  |
| 9    | Zdzisław Waliński  | Unia Leszno          | 7   | (2,2,1,1,1) |  |
| 10   | Jan Jeziorowski    | Śląsk Świętochłowice | 6   | (3,1,0,2,0) |  |
| 11   | Kazimierz Bentke   | Unia Leszno          | 6   | (d,2,2,1,1) |  |
| 12   | Henryk Barylski    | Motor Lublin         | 5   | (1,1,0,1,2) |  |
| 13   | Zenon Nowak        | Zgrzeblarki Z. Góra  | 3   | (0,2,0,1,u) |  |
| 14   | Ryszard Zawadzki   | Śląsk Świętochłowice | 2   | (0,0,0,2,u) |  |
| 15   | Andrzej Nawrocki   | Śląsk Świętochłowice | 2   | (0,u,1,1,0) |  |
| 16   | Rajmund Świtała    | Polonia Bydgoszcz    | 1   | (1,u)       |  |
| 17   | Norbert Świtała    | Polonia Bydgoszcz    | 1   | (1)         |  |

### Leszno (2)
- Leszno, 28 czerwca 1969(dts)
- Sędzia: ?

| Msc. | Zawodnik               | Klub                 | Pkt  |             |  |
| ---- | ---------------------- | -------------------- | ---- | ----------- |  |
| 1    | Zygfryd Friedek        | Kolejarz Opole       | 13   | (3,3,3,3,1) |  |
| 2    | Józef Jarmuła          | Śląsk Świętochłowice | 11   | (3,u,3,2,3) |  |
| 3    | Piotr Bruzda           | Sparta Wrocław       | 11   | (1,3,2,2,3) |  |
| 4    | Stanisław Skowron      | Kolejarz Opole       | 11   | (3,2,2,1,3) |  |
| 5    | Ryszard Dziatkowiak    | Stal Gorzów Wlkp.    | 10+3 | (2,2,w,3,3) |  |
| 6    | Leszek Marsz           | Wybrzeże Gdańsk      | 10+2 | (2,2,1,3,2) |  |
| 7    | Jerzy Kowalski         | Unia Leszno          | 9    | (3,3,3,0,u) |  |
| 8    | Konstanty Pociejkowicz | Sparta Wrocław       | 9    | (2,1,3,3,u) |  |
| 9    | Andrzej Mazur          | Motor Lublin         | 9    | (1,3,2,1,2) |  |
| 10   | Bogdan Krzyżaniak      | Stal Toruń           | 8    | (2,1,1,2,2) |  |
| 11   | Marian Kwarciński      | Start Gniezno        | 5    | (0,1,w,2,2) |  |
| 12   | Zygmunt Antos          | Sparta Wrocław       | 4    | (0,2,w,1,1) |  |
| 13   | Bogumił Grudziński     | Kolejarz Opole       | 4    | (1,0,1,1,1) |  |
| 14   | Jan Ząbik              | Stal Toruń           | 3    | (1,0,2,0,0) |  |
| 15   | Jan Sulewski           | Wybrzeże Gdańsk      | 3    | (0,1,1,0,1) |  |
| 16   | Andrzej Zieliński      | Unia Leszno          | 0    | (0,0,0,d,–) |  |

### Ostrów Wielkopolski (3)
- Ostrów Wielkopolski, 29 czerwca 1969(dts)
- Sędzia: ?

| Msc. | Zawodnik           | Klub                  | Pkt |             |  |
| ---- | ------------------ | --------------------- | --- | ----------- |  |
| 1    | Erwin Brabański    | Śląsk Świętochłowice  | 14  | (3,3,2,3,3) |  |
| 2    | Jerzy Szczakiel    | Kolejarz Opole        | 13  | (3,2,3,3,2) |  |
| 3    | Marian Rose        | Stal Toruń            | 13  | (3,2,3,2,3) |  |
| 4    | Zbigniew Jąder     | Unia Leszno           | 12  | (2,3,3,3,1) |  |
| 5    | Zygmunt Malinowski | Włókniarz Częstochowa | 12  | (2,3,2,3,2) |  |
| 6    | Andrzej Jendrej    | Motor Lublin          | 10  | (3,2,3,2,0) |  |
| 7    | Benedykt Kosek     | Polonia Bydgoszcz     | 8   | (1,1,2,2,2) |  |
| 8    | Wojciech Kowalski  | Motor Lublin          | 7   | (w,3,0,1,3) |  |
| 9    | Wiesław Rutkowski  | Start Gniezno         | 7   | (0,2,2,0,3) |  |
| 10   | Alojzy Norek       | ROW Rybnik            | 7   | (2,0,1,2,2) |  |
| 11   | Jan Kozubski       | Kolejarz Opole        | 5   | (1,1,1,1,1) |  |
| 12   | Leon Majewicz      | Start Gniezno         | 4   | (1,u,1,1,1) |  |
| 13   | Jerzy Łotocki      | Włókniarz Częstochowa | 3   | (0,1,0,1,1) |  |
| 14   | b. d.              |                       |     |             |  |
| 15   | b. d.              |                       |     |             |  |
| 16   | b. d.              |                       |     |             |  |

### Lublin (4)
- Lublin, 29 czerwca 1969(dts)
- Sędzia: ?

| Msc. | Zawodnik           | Klub                  | Pkt |             |  |
| ---- | ------------------ | --------------------- | --- | ----------- |  |
| 1    | Stanisław Bombik   | Kolejarz Opole        | 14  | (2,3,3,3,3) |  |
| 2    | Henryk Żyto        | Wybrzeże Gdańsk       | 13  | (2,2,3,3,3) |  |
| 3    | Paweł Mirowski     | Gwardia Łódź          | 11  | (3,3,0,3,2) |  |
| 4    | Andrzej Perczyński | Motor Lublin          | 11  | (2,3,3,2,1) |  |
| 5    | Bernard Kacperak   | Włókniarz Częstochowa | 11  | (3,2,3,2,1) |  |
| 6    | Stanisław Rurarz   | Włókniarz Częstochowa | 10  | (3,3,2,2,d) |  |
| 7    | Andrzej Tanaś      | Unia Tarnów           | 8   | (1,d,1,3,3) |  |
| 8    | Czesław Kolman     | Unia Tarnów           | 7   | (1,1,w,2,3) |  |
| 9    | Stanisław Gołofit  | Gwardia Łódź          | 7   | (2,2,2,1,u) |  |
| 10   | Grzegorz Kuźniar   | Stal Rzeszów          | 6   | (3,u,u,1,2) |  |
| 11   | Edmund Madej       | Unia Tarnów           | 6   | (1,1,1,1,2) |  |
| 12   | Marek Cieślak      | Włókniarz Częstochowa | 5   | (1,d,2,d,2) |  |
| 13   | Zdzisław Hap       | Karpaty Krosno        | 4   | (0,2,1,0,1) |  |
| 14   | Jerzy Owoc         | Karpaty Krosno        | 3   | (0,0,2,0,1) |  |
| 15   | Marian Krajewski   | Stal Rzeszów          | 2   | (w,1,w,1,d) |  |
| 16   | Tomasz Sochacki    | Karpaty Krosno        | 1   | (0,1,0,0,0) |  |

## Półfinały

### Wrocław (1)
- Wrocław, 3 sierpnia 1969(dts)
- Sędzia: Stanisław Sadowski

| Msc. | Zawodnik           | Klub                  | Pkt |             |  |
| ---- | ------------------ | --------------------- | --- | ----------- |  |
| 1    | Jan Mucha          | Śląsk Świętochłowice  | 13  | (3,3,3,2,2) |  |
| 2    | Jerzy Padewski     | Stal Gorzów Wlkp.     | 13  | (3,3,2,3,2) |  |
| 3    | Edmund Migoś       | Stal Gorzów Wlkp.     | 13  | (2,2,3,3,3) |  |
| 4    | Zygmunt Pytko      | Unia Tarnów           | 12  | (3,3,w,3,3) |  |
| 5    | Paweł Waloszek     | Śląsk Świętochłowice  | 12  | (3,3,3,2,1) |  |
| 6    | Andrzej Perczyński | Motor Lublin          | 10  | (2,1,2,2,3) |  |
| 7    | Andrzej Wyglenda   | ROW Rybnik            | 8   | (0,2,3,1,2) |  |
| 8    | Wiktor Waloszek    | Śląsk Świętochłowice  | 8   | (2,2,2,1,1) |  |
| 9    | Bogdan Berliński   | Wybrzeże Gdańsk       | 6   | (1,0,2,0,3) |  |
| 10   | Stanisław Bombik   | Kolejarz Opole        | 6   | (1,1,1,3,0) |  |
| 11   | Bernard Kacperak   | Włókniarz Częstochowa | 5   | (1,w,1,2,1) |  |
| 12   | Henryk Żyto        | Wybrzeże Gdańsk       | 4   | (1,2,1,u,d) |  |
| 13   | Andrzej Tanaś      | Unia Tarnów           | 4   | (0,1,0,1,2) |  |
| 14   | Czesław Kolman     | Unia Tarnów           | 3   | (0,0,1,1,1) |  |
| 15   | Stanisław Rurarz   | Włókniarz Częstochowa | 2   | (2,u,–,–,–) |  |
| 16   | Mieczysław Mendyka | Zgrzeblarki Z. Góra   | 0   | (w,0,–,–,–) |  |
|      | Paweł Mirowski     | Gwardia Łódź          |     | (qns)       |  |
|      | Jan Tkocz          | Wybrzeże Gdańsk       |     | (qns)       |  |

Ponadto do finału zakwalifikowali się automatycznie trzej następujący półfinaliści IMŚ 1969:
| Msc. | Zawodnik         | Klub              | Pkt |                    |  |
| ---- | ---------------- | ----------------- | --- | ------------------ |  |
|      | Antoni Woryna    | ROW Rybnik        |     | awans automatyczny |  |
|      | Andrzej Wyglenda | ROW Rybnik        |     | awans automatyczny |  |
|      | Henryk Glücklich | Polonia Bydgoszcz |     | awans automatyczny |  |

### Gorzów Wielkopolski (2)
- Gorzów Wielkopolski, 3 sierpnia 1969(dts)
- Sędzia: Eryk Werner
- NCD: 74,8 s. – Piotr Bruzda (2 bieg)

| Msc. | Zawodnik              | Klub                  | Pkt |              |  |
| ---- | --------------------- | --------------------- | --- | ------------ |  |
| 1    | Jerzy Trzeszkowski    | Sparta Wrocław        | 13  | (2,3,3,2,3)  |  |
| 2    | Jerzy Szczakiel       | Kolejarz Opole        | 13  | (3,3,2,3,2)  |  |
| 3    | Piotr Bruzda          | Sparta Wrocław        | 11  | (3,1,1,3,3)  |  |
| 4    | Jerzy Kowalski        | Unia Leszno           | 10  | (3,2,3,2,0)  |  |
| 5    | Stanisław Tkocz       | ROW Rybnik            | 10  | (3,3,2,d,2)  |  |
| 6    | Józef Jarmuła         | Śląsk Świętochłowice  | 9   | (u,3,u,3,3)  |  |
| 7    | Zygfryd Friedek       | Kolejarz Opole        | 8   | (d,w,3,2,3)  |  |
| 8    | Ryszard Dziatkowiak   | Stal Gorzów Wlkp.     | 8   | (1,2,2,2,1)  |  |
| 9    | Zbigniew Jąder        | Unia Leszno           | 7   | (1,1,2,1,2)  |  |
| 10   | Erwin Brabański       | Śląsk Świętochłowice  | 6   | (0,0,1,3,2,) |  |
| 11   | Leszek Marsz          | Wybrzeże Gdańsk       | 5   | (0,2,3,u,–)  |  |
| 12   | Zygmunt Malinowski    | Włókniarz Częstochowa | 5   | (2,1,1,1,0)  |  |
| 13   | Zdzisław Dobrucki     | Unia Leszno           | 5   | (2,1,0,1,1)  |  |
| 14   | Stanisław Skowron     | Kolejarz Opole        | 5   | (1,2,0,1,1)  |  |
| 15   | Andrzej Jendrej       | Motor Lublin          | 4   | (2,0,1,0,1)  |  |
| 16   | Benedykt Kosek        | Polonia Bydgoszcz     | 1   | (1,0,0,d,0)  |  |
|      | rez. Ryszard Bielecki | Motor Lublin          |     | (–)          |  |
|      | Marian Rose           | Stal Toruń            |     | (qns)        |  |

Ponadto do finału zakwalifikowali się automatycznie trzej następujący półfinaliści IMŚ 1969:
| Msc. | Zawodnik            | Klub              | Pkt |                    |  |
| ---- | ------------------- | ----------------- | --- | ------------------ |  |
|      | Edward Jancarz      | Stal Gorzów Wlkp. |     | awans automatyczny |  |
|      | Zbigniew Podlecki   | Wybrzeże Gdańsk   |     | awans automatyczny |  |
|      | Andrzej Pogorzelski | Stal Gorzów Wlkp. |     | awans automatyczny |  |

## Finał
- Rybnik, 12 października 1969(dts)
- Sędzia: Tadeusz Grela
- NCD: 77,9 s. – Andrzej Wyglenda (13 bieg)

| Msc.   | Zawodnik            | Klub                 | Pkt  |             |  |
| ------ | ------------------- | -------------------- | ---- | ----------- |  |
| złoto  | Andrzej Wyglenda    | ROW Rybnik           | 14+3 | (3,3,2,3,3) |  |
| srebro | Paweł Waloszek      | Śląsk Świętochłowice | 14+2 | (3,2,3,3,3) |  |
| brąz   | Jerzy Trzeszkowski  | Sparta Wrocław       | 13   | (3,3,2,2,3) |  |
| 4      | Zygmunt Pytko       | Unia Tarnów          | 10   | (3,3,2,0,2) |  |
| 5      | Jerzy Szczakiel     | Kolejarz Opole       | 9    | (0,1,3,3,2) |  |
| 6      | Józef Jarmuła       | Śląsk Świętochłowice | 8    | (2,u,3,1,2) |  |
| 7      | Stanisław Tkocz     | ROW Rybnik           | 8    | (0,2,2,1,3) |  |
| 8      | Andrzej Pogorzelski | Stal Gorzów Wlkp.    | 8    | (2,0,1,3,2) |  |
| 9      | Zbigniew Podlecki   | Wybrzeże Gdańsk      | 8    | (1,3,1,2,1) |  |
| 10     | Jan Mucha           | Śląsk Świętochłowice | 7    | (2,2,3,u,–) |  |
| 11     | Henryk Glücklich    | Polonia Bydgoszcz    | 6    | (1,2,d,2,1) |  |
| 12     | Jerzy Padewski      | Stal Gorzów Wlkp.    | 5    | (2,1,1,u,1) |  |
| 13     | Piotr Bruzda        | Sparta Wrocław       | 3    | (0,0,0,2,1) |  |
| 14     | Edmund Migoś        | Stal Gorzów Wlkp.    | 3    | (1,1,1,0,w) |  |
| 15     | Jerzy Kowalski      | Unia Leszno          | 2    | (1,1,d,u)   |  |
| 16     | Andrzej Perczyński  | Motor Lublin         | 1    | (0,d,0,1,0) |  |
| –      | rez. Jerzy Gryt     | ROW Rybnik           | 0    | (0)         |  |
|        | Edward Jancarz      | Stal Gorzów Wlkp.    |      | (qns)       |  |
|        | Antoni Woryna       | ROW Rybnik           |      | (qns)       |  |